# رمال ميتة
رمال ميتة (بالإنجليزية: Dead Sands)‏ فيلم سينمائي بحريني تم إصداره في نهاية عام 2013 كأول فيلم رعب يحكي عن الزومبي في الخليج العربي, قام ببطولة و إخراج الفيلم عدد من طلبة معهد نيوورك للتكنولوجيا في البحرين.

## القصة
أحداث الفيلم من وحي الخيال حيث أنها تدور حول مجموعة من الشباب يحاولون النجاة بحياتهم بعد انتشار وباء غريب يسبب تحويل السكان إلى كائنات زومبي و ينتقل الوباء من شحص إلى آخر.

## روابط خارجية
- رمال ميتة على موقع IMDb (الإنجليزية)
- رمال ميتة على موقع قاعدة بيانات الفيلم (الإنجليزية)
- رمال ميتة على موقع ليتربوكسد (الإنجليزية)
- رمال ميتة على موقع كينوبويسك (الروسية)